# Linia kolejowa nr 324 (Czechy)
Linia kolejowa nr 324 – linia kolejowa w Czechach, biegnąca przez kraj morawsko-śląski, od Frýdlantu nad Ostravicí do wsi Ostravice.
Taką numerację nosiła linia do 2019 roku, obecnie używa się numeru 323 (32c), a numer 324 nie jest przypisany do żadnej linii.